# Orphelins de Duplessis
Pour l’article homonyme, voir Duplessis.
Les orphelins de Duplessis est le nom donné à des milliers d'enfants orphelins qui ont faussement été déclarés malades mentaux par le gouvernement du Québec et confinés dans des institutions psychiatriques, des orphelinats et des crèches entre les années 1930 et 1960,,,.
À l'exception des écoles résidentielles autochtones, on considère que c'est l'un des cas le plus important de maltraitance d'enfants dans l'histoire du Canada. Tous ces orphelins seront baptisés orphelins de Duplessis, car c'est à l'issue de décisions du gouvernement de Maurice Duplessis, premier ministre du Québec, que ces abus se sont perpétrés,. À plusieurs reprises, ces enfants ont été battus, torturés et agressés sexuellement,.

## Description

### Stratégies de financement

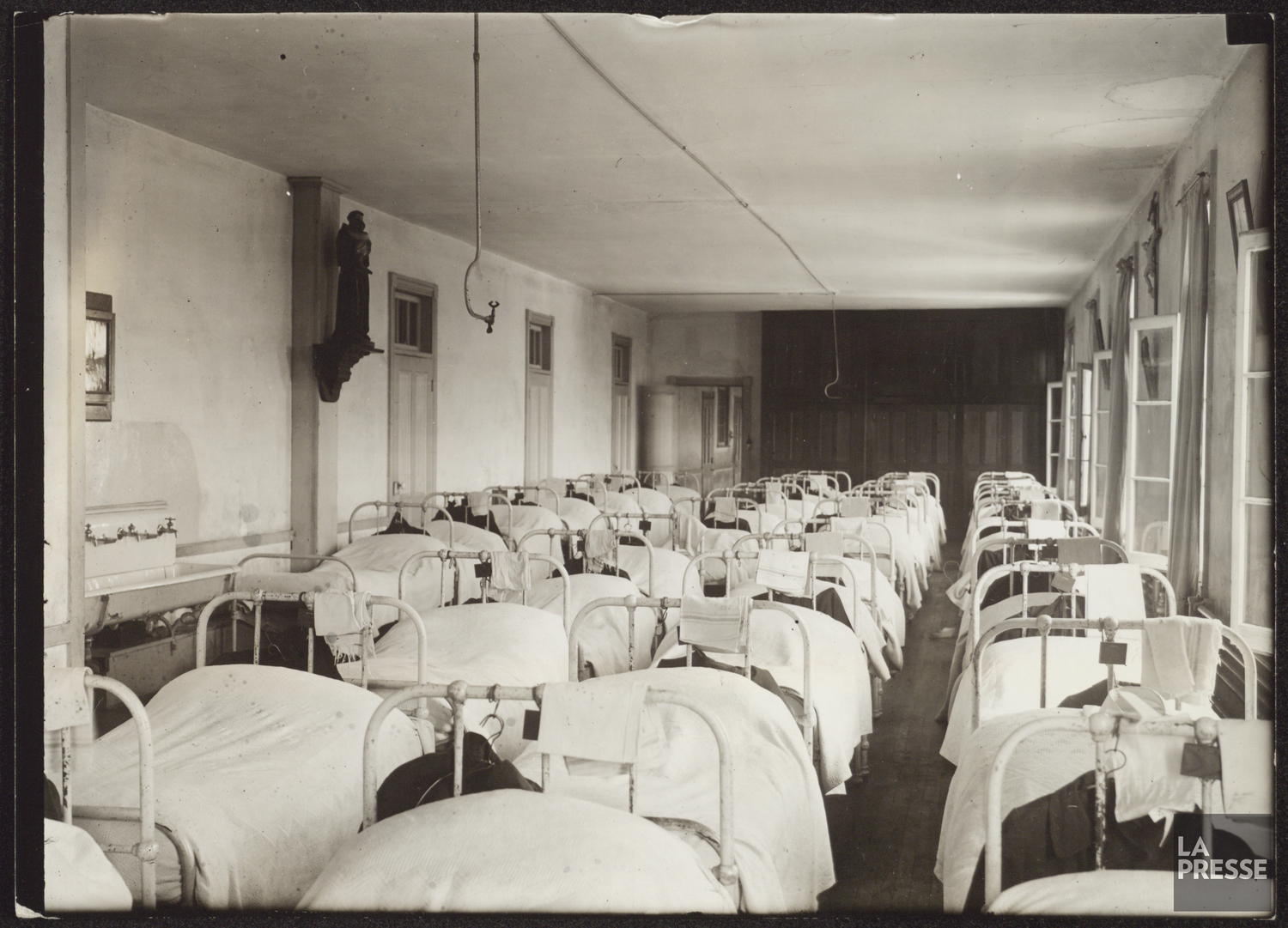
Dortoir de l'Orphelinat Notre-Dame-de-la-Merci, Huberdeau, vers 1941. L'orphelinat est l'un des orphelinats impliqués dans le règlement sur les orphelins Duplessis.

En 1948, le gouvernement fédéral développe un programme de subventions dédiées aux services de santé provinciaux,. Le premier ministre du Québec de 1936-1939, puis de 1944 à 1959, Maurice Duplessis, préconise d'administrer ce financement aux organisations religieuses, craignant l'ingérence de l'État dans leurs activités,.
C'est ainsi que le gouvernement du Québec, en coopération avec l'Église catholique romaine qui gérait les orphelinats et les écoles, développe une stratégie pour obtenir ces subventions fédérales pour des milliers d'enfants sous leur égide,,. Ces subventions étaient trois fois plus importantes dans la gestion des cas internés en hôpitaux psychiatriques,,.

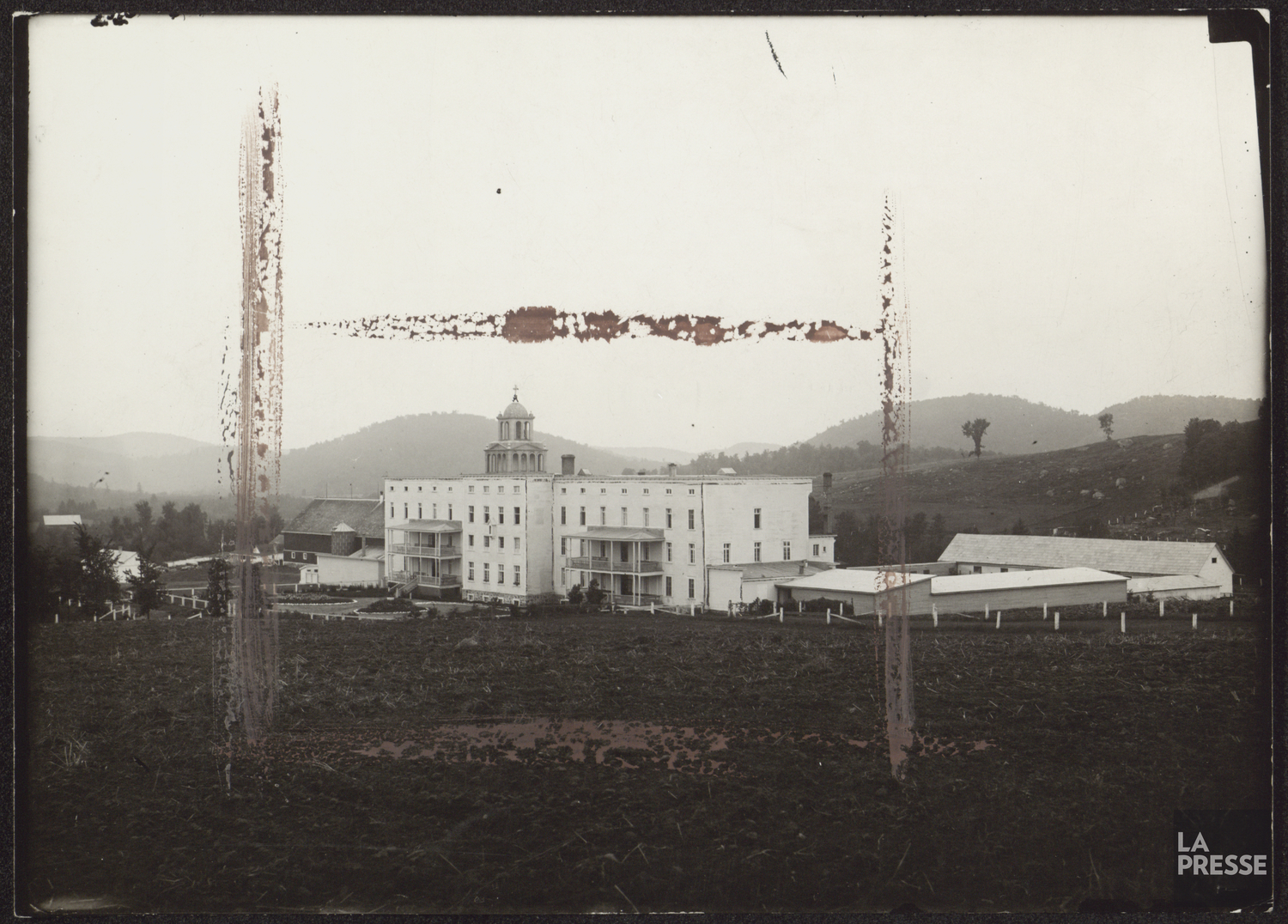
Orphelinat Notre-Dame-de-la-Merci, Huberdeau, vers 1941. L'orphelinat est l'un des orphelinats impliqués dans le règlement sur les orphelins Duplessis.

Dans certains cas, les orphelinats catholiques seront reclassifiés stratégiquement comme des institutions de soins de santé; dans d'autres, les enfants seront déplacés vers des asiles existants. Parmi les institutions visées, mentionnons Mont-Providence (Hôpital Rivière-des-Prairies), Baie-Saint-Paul, Huberdeau, Saint-Jean-de-Dieu (Hôpital Louis-H.-Lafontaine), Saint-Michel-Archange (Centre hospitalier Robert-Giffard, puis l'Institut universitaire en santé mentale de Québec), Saint-Julien de Saint-Ferdinand-d'Halifax, et l'Institut Doréa.
Ces enfants sont pour la plupart devenus orphelins à la suite de l'abandon par leur mère célibataire ou encore parce qu'ils sont nés hors mariage,,. Beaucoup ont été faussement étiquetés de malades ou de déficients mentaux,,,,,.

### Dénonciation des orphelins
Dans les années qui suivirent, les enfants devenus adultes commencèrent à dénoncer les mauvais traitements et les abus sexuels qu'ils avaient subis aux mains des prêtres, des sœurs et des administrateurs catholiques. Plusieurs ouvrages comme Les fous crient au secours (1961) seront publiés pour révéler les traitements subis,,,.
Rappelant les abus par les Couvents de la Madeleine, les orphelins de Duplessis affirment qu'ils étaient réduits à l'esclavage et assujettis à des abus physiques extrêmes pour des écarts de comportement allant des électrochocs aux contentions,,. Une fois majeurs, les orphelins de Duplessis quittaient ces institutions sans avoir bénéficié d'une éducation et d'une socialisation adéquate à la vie adulte. Plusieurs de ces orphelins ont démontré avoir un niveau d'éducation inadéquat, un faible niveau de revenu, un niveau de stress élevé et une prévalence au suicide,,.

### Témoignages
Une étude réalisée par Nikolas Paré relèvent plusieurs témoignages vécus par 81 participants qui se retrouvaient dans une institution pour orphelins à l'époque du régime Duplessiste. Les EDI (enfants de Duplessis institutionnalisés), rapportent des abus et des traumatismes subis, mais il y aurait eu une plus grande proportion d’abus pendant la période de sept ans. Cette enquête révèle de nombreux cas de négligence physique ou émotionnelle. Ainsi, 87,3% des EDI n’ont pas reçu de soutien émotionnel, par exemple certains orphelins n’auraient eu ni réconfort, ni soutien. Les appels à l’aide étaient ignorés.
De 1940 à 1970, plusieurs témoignages d’orphelins révèlent des abus dans les institutions à la suite d’abandon de leur proche. Pierre Samson, un orphelin d’un hôpital psychiatrique, a été transféré dans divers orphelinats et établissements psychiatriques, où lui et ses sœurs ont été victimes de maltraitance par les religieuses. Ils ont subi des traitements expérimentaux, notamment des électrochocs et de la médicamentation, ainsi qu’une stérilisation chimique dès l’âge de 10 ans. Après plusieurs tentatives d’évasion infructueuses, Pierre a comparu devant un juge et, en lui expliquant son histoire, a finalement été transféré dans une école de réforme.
Yvette Gascon a reçu 30 électrochocs de 150 volts à 350 volts. Malgré une saine santé mentale, elle a subi plusieurs années d’enfermement et d’abus sexuels. Une autre orpheline a été battu avec des marteaux et des chaînes, souvent par des patients incités par des religieuses, ayant uriné dans son lit. Une autre punition subie par la jeune orpheline était de se faire insérer un bâton dans le rectum de l’âge de 6 à 8 ans. Cela était une sorte d’abus sexuel qui était pratiqué régulièrement sur les petites filles. Cette même orpheline est restée dans une chambre de l’âge de 13 ans jusqu’à ses 21 ans, attachée à son lit, et lorsque celle-ci essaya de s’évader, les religieuses lui introduisirent une souris à la bouche et l’obligea à l’avaler.
Certains orphelins ont été faussement étiquetés et ont développé de graves problèmes de santé mentale à la suite de la fréquentation de ces institutions. En conséquence, de l’aide financière est offerte aux orphelins de Duplessis et le gouvernement du Québec offre des services d’aide pour les 6467 orphelins qui ont fait la demande.

### La Commission Bédard
En 1961, le gouvernement du Québec crée la Commission Bédard chargé d'analyser la situation de tous les hôpitaux psychiatrique de la province,. Le Rapport de la Commission d’étude des hôpitaux psychiatriques déposé en mars 1962 par le Dr Dominique Bédard, contribue à mettre un terme aux pratiques d'internements des enfants dans les hôpitaux psychiatriques,.

## Justice
Dans les années 1990, les survivants se sont regroupés sous le nom du Comité des orphelins et orphelines institutionnalisés de Duplessis (COOID) dans le but d'obtenir justice. En plus de la responsabilité du gouvernement et de l'Église, le Collège des médecins du Québec est ciblé après que certains des orphelins eurent trouvé des copies de leurs dossiers médicaux qui avaient été falsifiés[réf. nécessaire]. Classifiés comme mentalement déficients, plusieurs de ces enfants furent assujettis à une variété de tests de médicaments et utilisés dans d'autres expériences médicales,.

### Poursuites
En 1992, c'est sous l'intiative d'Hervé Bertrand aux côtés d'autres orphelins de Duplessis qu'est intenté un recours collectif de 400 millions de dollars,,. Un de premiers objectifs du recours était de recenser les orphelins. Après plus d'un an de travail, le regroupement réussi à rencontrer près de 1 800 orphelins avec l'aide de l'avocat Robert Fauteux. L'un des porte-parole du groupe auprès du Gouvernement du Québec fut l'écrivain et poète Bruno Roy.
Malgré les efforts déployés, le recours sera rejeté plusieurs fois, sous prétexte que les sévices vécus n'étaient pas d'ordres similaires pour toutes les victimes.

### Enquête policière
À la suite de l’échec des demandes concernant un recours collectif, la police de Montréal suggère aux orphelins de monter des dossiers individuels en portant plainte formellement pour les actes criminels qu’ils ont subis. En 1991, plusieurs anciens orphelins portent plainte à la police. Ces plaintes regroupent une variété d’abus tels que les abus physiques ou sexuels. L’enquête policière débute à la suite des plaintes déposées en 1992. Comme les cas sont dispersés à travers la province, l’enquête a été transférée du service de police de Montréal au service de police de la Sûreté du Québec. Celle-ci sera prise en charge par des procureurs de la Couronne. L’enquête regroupe 241 cas soumis par les orphelins.
Les procureurs ont rencontré l’ensemble des 241 victimes. L’enquête sera active jusqu’en 1993. Les procureurs impliqués dans l’enquête ont décidé de ne mener aucune poursuite en lien avec celle-ci pour diverses raisons.  Plusieurs personnes accusées étaient décédées ou rendues très âgées. Les orphelins ne pouvaient pas être considérés comme des témoins fiables selon les procureurs. Certains d’entre eux ne connaissaient pas l’identité exacte de la personne qu’ils accusaient et avaient un témoignage qui manquait de détails. Certains orphelins ont décidé de retirer leur plainte. Les conditions n’étaient pas favorables à l’ouverture d’une enquête policière et il manquait de preuves afin de déposer des accusations formelles.
Les orphelins ayant participé à l’enquête affirment que les conditions de celle-ci ne leur étaient pas favorables. Le déroulement de l’enquête a été discriminatoire, dont le manque de neutralité des procureurs. Lors des rencontres avec les victimes, ils ont fait usage d’un vocabulaire complexe, ce qui a mené à des problèmes de communication lors des interactions avec les orphelins. Comme les orphelins ont grandi isolés, ils ont été privés d’une éducation de base. Leurs connaissances sont donc limitées. Ainsi, leur compréhension l’est aussi, ce qui a miné la qualité de leur témoignage. Ce manque de considération a créé certains malentendus et certaines preuves ou témoignages n'ont pas été retenus due à la confusion des victimes et à l’incohérence de leur témoignage. Les conclusions des policiers ont été influencées par ces difficultés de compréhension. Ils ont conclu qu’il n’y avait pas eu d’abus sexuel dans certains cas, alors que les orphelins concernés n’avaient pas le vocabulaire nécessaire afin de bien comprendre certaines questions et l'ensemble du processus. Plusieurs orphelins se sont sentis intimidés par le déroulement de l’enquête. Certains ont ressenti un manque de respect de la part des policiers impliqués dans l’enquête. Toutefois, la plupart d’entre eux affirment que les policiers ont fait ce qu’ils pouvaient faire dans ces circonstances. Les orphelins remettent plutôt la faute sur la procureure de la Couronne responsable du dossier. Celle-ci aurait refusé certains témoignages bien qu’ils soient supportés par les policiers et aurait fait preuve de fermeture. Les orphelins affirment que les efforts de la procureure étaient insuffisants et que celle-ci était en faveur des acteurs en position de pouvoir.

### Excuses officielles et programme de réconciliation
Devant l'échec des procédures légales, le Comité des orphelins et orphelines institutionnalisés de Duplessis (COOID), sollicite l'aide de Daniel Jacoby du Bureau du protecteur du citoyen, qui produira un rapport de recommandations en 1997 à la Commission des institutions de l’Assemblée nationale, demandant notamment des excuses publiques du gouvernement, de la profession médicale et des organismes religieux ainsi que des dédommagements pour les victimes. Néanmoins, le gouvernement québécois de Lucien Bouchard refusa toujours de tenir une enquête et faire toute la lumière sur le scandale[réf. nécessaire].
Le 4 mars 1999, le gouvernement péquiste, après cinq ans au pouvoir, fit des excuses publiques à l'Assemblée nationale. Il offre également Une subvention de 300 000$ au Comité des orphelins et orphelines institutionnalisés de Duplessis, ainsi qu'un fonds de trois millions de dollars devant servir à aider environ 3 000 victimes, sans toutefois prévoir de compensations individuelles aux victimes,. L'offre sera jugée insultante par le responsable du COOID, Bruno Roy.
De son côté, le Collège des médecins formulera des regrets dans une lettre adressées aux orphelins en 2012, pendant que l'Église restera muette.
Le 30 juin 2001, les Orphelins reçoivent une offre bonifiée de la part du gouvernement de Bernard Landry (Parti québécois) pour une compensation fixe de 10 000 $CAD par personne, plus 1 000 $CAD pour chaque année d'incarcération injuste dans une institution psychiatrique dans le cadre du Programme national de réconciliation,,. En échange de la compensation, le COOID devait renoncer à toute autre poursuite,.
L'offre montait donc entre 20 000 et 30 000 dollars CAD par orphelin; elle était toutefois limitée aux 1 100 orphelins survivants que le gouvernement avait déclarés déficients mentaux, n'incluant pas de compensation pour les victimes d'abus sexuels ou d'autres formes d'abus. Les requérants admissibles sont déçus du montant, mais acceptent tout de même l'offre.
L'espérance de vie des orphelins de Duplessis se situe bien en dessous de la moyenne nationale[réf. souhaitée]. En 2010, La Presse Canadienne estime qu'uniquement 300 à 400 des orphelins de Duplessis sont toujours vivants.